# Papillon (hund)
|  | For andre betydninger, se Papillon |
En papillon ['pæp i ,jɑn] (Fransk for "sommerfugl") er en lille, venlig, elegant hunderace af spanieltypen der adskiller sig fra andre hunderacer ved dens sommerfugle-agtige ører. Papillonen er en af de ældste racer indenfor gruppen toy Spaniels.
Papilloner blev avlet som selskabshunde og er gode vagthunde.

## Beskrivelse

### Udseende
Papilloner er kendt for deres store, sommerfugle-agtige ører. De er hvide med aftegninger i alle slags farver. Helt hvide eller helt farvede hunde er ikke tilladt og diskvalificeres på hundeudstillinger.
Farver:
- Hvid & rød
- Hvid & sort
- Hvid & zobel
- Hvid & zobel/mørk
- Tricolour (hvid/brun/sort)
- Hvid & lever

Ufarvede pletter på snuden eller brun snude er en diskvalificerende fejl, der bør undgås. Hvalpe er dog ikke altid født med fuldt pigment, det kommer efterhånden.
Hvor på hunden aftegnene sidder, er helt en smagssag, men en hvid blis på hovedet foretrækkes. Blissen er da sommerfuglens krop, mens ørerne med det silkeagtige hår, kaldet frynser, er vingerne. Frynserne må aldrig være hvide.
Halen er med lang pels og bæres højt, hvorfor Papillonen har fået sit øgenavn "Squirrel-dog" (Egern-hund).
Der er to størrelsesvarianter:
- Under 2,5 kg for såvel hanner som tæver. Mindstevægt 1,5 kg.
- Fra 2,5 kg til 4,5 kg for hanner, fra 2,5 kg til 5 kg for tæver.

Skulderhøjden er omkring 28 cm.
Som en variant indenfor racen findes Phalene'n der har hængende ører (Fransk for "natsværmer"). Nogle lande betragter racen som den samme, mens der skelnes i andre. Papilloner kan føde Phalene hvalpe og omvendt, men man forsøger så vidt muligt at holde dem adskilt i avlen.
Papilloner kræver ikke meget pelspleje, da pelsen er smudsafvisende og ikke har underuld.

### Temperament
Papillonen er en meget børnevenlig hunderace, der er aktiv og sagtens kan klare lange gåture. De kræver ikke meget plads og er meget lærenemme. Stanley Coren's bog The Intelligence of Dogs, der opgør hundes intelligens, placerer Papillonen som nr. 8 ud af alle racer i verden.
De klarer sig godt i såvel lydighed som agility.

## Historie
Papillonen's historie kan spores i kunsten. De tidligste spaniels der lignede papilloner kommer fra Italien hvor Tiziano Vicelli (Titian) malede hundene på en række berømte malerier omkring år 1500.
Andre papilloner blev sås på malerier af royale famlier samt adelen rundt om i Europa. Racen var populær i England, Frankrig og Belgien. En anden velkendt kunstner som malede malerier med papilloner er Watteau, Gonzalez Coques, Fragonard, Paolo Veronese, and Mignard. I et maleri efter Largillierre i Wallace kollektionen i London , ses tydeligt en papillon i et familie portræt af Louis XIV.
Den tids papilloner havde ofte hængeører og det var først i slutningen af det 19 århundrede at papillonen med opretstående ører blev eftertragtetog de var også rød hvide i farverne, modsat de mange farve varianter den findes i i dag.
Papillonens lange historiske tilknytning til det royale førte til mange historier omkring racen.
Marie Antoinette siges at have knuget en papillon under armen på hendes vej hen til guillotinen ,.
Selv om dette ikke kan bevises, ved man at hendes hund var en lille spaniel, der var blevet bragt til det franske kongehus fra Spanien på ryggen af muldyr og ifølge historien blev hendes hvalp reddet og passet i en bygning i Paris som stadig kaldes "Papillon huset". Marie Antoinettes hund siges at nedstamme fra en meget gammel hænge-øre race kendt som Epagneul Nain Continental, eller Kontinental Dværg/Toy Spaniel der dukkede op på kirkefriser og malerier i det 13. århundrede. I ikke-engelsk talende lande kaldes papillonen stadig officielt Epagneul Nain Continental (ENC)
Papillonen blev først rigtigt udbredt i Danmark i 1956 

## Berømte papillon ejere
Skabelon:Trivia
- King Henry II.
- Marie Antoinette ejede en phalene, som mange mener var en papillon. Det kan ikke være sandt, da alle malerier viser den med hængende ører. Madame de Pompadour og Henry III havde også phalener, og var meget optagede af racen.
- Skuespiller Autumn Reeser fra The O.C. ejer en Papillon kaldet Gatsby efter bogen The Great Gatsby af F. Scott Fitzgerald.
- Teknik ekspertenLeo Laporte ejer en Papillon kaldet Ozzy.
- George Takei, Mr. Sulu fra Star Trek og medvirkende i Howard Stern Show i Sirius 100 ejede en papillon kaldet Reine (det fulde navn er "La Reine Blanche" -- Den hvide dronning).
- Porno stjernen Ron Jeremy har to Papilloner, kaldet Jenna og Tiffany. De kan ses i baggrunden i nogle af hans film.
- TV karakteren Edna Birch fra Emmerdale har en papillon kaldet Tootsie.
- Stjernen Lauren Bacall rejser aldrig uden hendes papillon.*
- Yuya Tegoshi pop-star sanger med gruppen "News and Tegomass" har en papillon kaldet Tiny.
- Pop-Punk band All Time Low forsanger Alex Gaskarth ejer en hvid og brun Papillon kaldet Sebastian.
- Sangerinde Christina Aguilera ejer to papilloner, kaldet Chewy og Stinky.
- Kunstner Eliza Leahy ejer en papillon, kaldet Gem, som også er en psykiatrisk service hund
- Mary, dronning af Skotland har en papillon i den Emmy vindende serie Elizabeth I.